# Antranilato N-metiltransferasi
La antranilato N-metiltransferasi è un enzima appartenente alla classe delle transferasi, che catalizza la seguente reazione:
S-adenosil-L-metionina + antranilato ⇄ S-adenosil-L-omocisteina + N-metilantranilato
L'enzima è coinvolto nella biosintesi dell'alcaloide acridina nei tessuti delle piante.